# Vandendriesscheíta
La vandendriesscheíta es un mineral de la clase de los minerales óxidos. Fue descubierta en 1947 en una mina del municipio de Shinkolobwe en la provincia de Katanga (República Democrática del Congo), siendo nombrada así en honor de Adrien Vandendriessche, geólogo belga.

## Características químicas
Es un óxido hidroxilado e hidratado de uranio y plomo, que cristaliza en el sistema cristalino ortorrómbico. Estructuralmente similar a la gauthierita.

## Formación y yacimientos
Se encuentra en la zona de alteración por oxidación de yacimientos de minerales del uranio, comúnmente con uraninita. Además de la uraninita suele encontrarse asociado a otros minerales como: metavandendriesscheita, fourmarierita, becquerelita, metatorbernita o rutherfordina.
Metavandendriesscheite, fourmarierite, becquerelite, metatorbernite, rutherfordine,
uraninite (Shinkolobwe, Congo).

## Usos
Se extrae como mena mezclado con otros minerales del estratégico uranio. Por su alta radiactividad debe ser manipulada con medidas de precaución.